# Rigobert Song
Rigobert Song Bahanag (Nkenglicock, 1 juli 1976) is een voormalig Kameroens betaald voetballer die bij voorkeur in de verdediging speelde. Hij verruilde in juni 2008 Galatasaray voor Trabzonspor. Van 22 september 1993 tot en met 24 juni 2010 speelde Song 137 interlands voor het Kameroens elftal. Met een invalbeurt op het Wereldkampioenschap voetbal 2010 werd hij de eerste Afrikaanse speler ooit die op vier WK's speelde.
Song speelde voor de wereldbeker in 1994, 1998, 2002 en 2010. Voordat hij bij Trabzonspor zijn spel liet zien, speelde hij voor Metz, Salernitana, Liverpool, West Ham, Keulen, RC Lens en Galatasaray.
Op de Afrika Cup 2010 werd Song de voetballer met de meeste caps in de geschiedenis van het Kameroense voetbal, doordat hij voor de 103e keer op het veld verscheen in het tenue van het nationale team. Hij verkreeg tevens het record van het grootste aantal gespeelde matchen in de CAF Afrika Cup, acht. Song is de oom van voetballer Alexandre Song. In de zomer van 2010 beëindigde Song zijn carrière.

## Statistieken
- 1. Bundesliga
16 gespeeld 1. FC Köln
- DFB-Pokal
3 gespeeld; 1 gescoord 1. FC Köln
- Ligue 1
122 gespeeld; 3 gescoord FC Metz
63 gespeeld; 3 gescoord RC Lens
- Serie A
4 gespeeld; 1 gescoord Salernitana Sport
- Premier League
34 gespeeld FC Liverpool
24 gespeeld West Ham United
- Champions League; UEFA Cup
10 gespeeld; 1 gescoord FC Metz
1 gespeeld FC Liverpool
8 gespeeld; 1 gescoord RC Lens